# Opisthokonta
Opisthokonta, velika monofiletska “superklada“, takson kojim Cavalier-Smith, 1987 objedinjuje višestanične životinje carstva Animalia i više gljive Fungi u domeni eukariota, uključujući i mikroorganizme Choanozoa.
Opisthokonta posjeduju složene životne cikluse i brojne visoko diferencirane stanične tipove.